# Diamétralisation

Schéma de la ligne A du RER d'Île-de-France juste avant sa diamétralisation.

La diamétralisation est la création d'un barreau de liaison entre les terminus de deux lignes ferroviaires radiales desservant des directions opposées à partir d'une même agglomération, de sorte que la longue voie qui résulte de la fusion des trois sections traverse finalement cette agglomération de part en part, souvent par un tunnel sous son centre-ville. Les S-Bahn allemands ou les RER franciliens empruntent un réseau préexistant ainsi diamétralisé.
C'est un principe relativement ancien puisque le Stadtbahn de Berlin qui traverse le centre ville d'est en ouest a été mis en service le 7 février 1882.

## Exploitation
- diamétralisation complète : desserte traversante des gares centrales, reliant deux terminus périurbains. Cela permet de créer une ligne traversante de transport en commun qui franchit la ville d'une banlieue à l'autre.
- recouvrement : chaque radiale a son terminus à la sortie du tronçon central; les dessertes ne se juxtaposent donc que dans la partie la plus dense du réseau[1].

## Organisation
Les réseaux interconnectés peuvent appartenir à des compagnies différentes, ce qui amène plusieurs enjeux:
- technique : compatibilité du gabarit, de l’alimentation électrique, des moyens  de contrôle commande...
- financière : répartition des coûts et des recettes
- réglementaire : le matériel et les agents doivent être aptes à circuler sur les deux réseaux qui peuvent utiliser une signalisation différente. Ainsi, sur la ligne A du RER d'Île-de-France, un changement de conducteur (appelé « relève ») a été institué en gare de Nanterre-Préfecture, à la frontière des réseaux de la RATP et de la SNCF.

## Impact
La diamétralisation permet de supprimer des correspondances. Cela améliore non seulement le confort des voyageurs, mais contribue également à désengorger les gares en réduisant le flux de personnes en transit.
Un autre effet favorable pour les gares est la réduction du nombre de quais nécessaires à l'attente et au stockage des matériels.
La gestion du matériel roulant est également optimisée en diminuant le nombre de mouvements à vide.
Le principal inconvénient est la répercussion des incidents entre chaque extrémité de la ligne.
On peut également citer une faible occupation des trains circulant en contre-pointe. Ce problème pouvant se cumuler à un déséquilibre structurel de la fréquentation entre les deux branches.
La conception des rames, que ce soit en termes de motorisation ou d'équipement intérieur, doit concilier les besoins des voyageurs de banlieue qui effectuent de longs trajets et ceux des usagers qui ne fréquentent que le tronçon central.
Les structures tarifaires peuvent être complexes et peu lisible pour les usagers, en fonction des zones de déplacement.

## Alternatives
D'autre technologies sont envisageables pour interconnecter les réseaux de transports urbains et périurbains :
- quand les gabarits sont compatibles, les lignes du métro peuvent accueillir des trains de banlieue. Par exemple dans le  métro de Tokyo, la compagnie ferroviaire Keikyū relie les aéroports de Narita et de Haneda via la ligne de métro Asakusa gérée par la compagnie Toei.
- le tram-train est un véhicule dérivé du tramway, apte à circuler à la fois sur des voies de tramway en milieu urbain et sur le réseau ferroviaire, afin de relier sans rupture de charge des destinations situées dans le périurbain, voire au-delà.
- parfois la ville possède déjà des voies ferrées qui traversent l'aglomération; par exemple à Strasbourg il a été possible de diamétraliser certaines dessertes du REME[3] après l'ajout d'une  quatrième voie à la plateforme ferroviaire existante[4].

Une ligne de transport peut aussi relier deux banlieues sans passer par le centre ville. Ces services peuvent emprunter une ligne tangentielle ou une ceinture périphérique ferroviaire.